# Isabel Madeira
Isabel Madeira (Século XIV) foi uma combatente portuguesa no segundo cerco de Diu, capitã de um batalhão de combatentes femininas.

## Biografia
A capitã Isabel Madeira, junto com Isabel Fernandes, Garcia Rodrigues, Catarina Lopes e Isabel Dias comandou, durante o Segundo Cerco de Diu, em 1546, um batalhão de combatentes femininas, formado por D. João de Mascarenhas, comandante da fortaleza de Diu, devido ao facto da guarnição ser pequena e ter já sofrido baixas. Supervisionou, igualmente,  a reparação dos baluartes destruídos pela artilharia inimiga e auxiliou o seu marido, cirurgião, a tratar dos enfermos. Conta-se que tenha ido enterrar o marido, morto num ataque ao Baluarte de S. Jorge, e depois voltado ao campo de batalha.

Este feito encontra-se registado nas Décadas de Diogo de Couto, e numa revista de 1842 foi assim descrito:
Do primeiro cerco de Diu, passemos ao segundo. Este (que sustentou com valor digno da sua pessoa o famoso e esclarecido Capitão D. João Mascarenhas, no tempo do memoravel D. João de Castro, um dos maiores homens, que com grande credito seu, e igual gloria de Portugal, governou os Estados da India) foi certamente pelas circumstancias que se lhe juntárão muito mais formidavel que o primeiro. Por este motivo se formou uma grande Companhia de mulheres, para que unido um e outro esforço, masculino e feminino, pudesse mais fortemente resistir á furia dos inimigos. Entre aquellas ficárão em memoria os nomes de Garcia Rodrigues, Isabel Dias, Catharina Lopes, e Isabel Fernandes, governando a todas como Capitão Isabel Madeira. Estas, de tal sorte se houverão neste memoravel cerco, que não só acodião aos reparos dos muros e baluartes, senão que, ajudando aos mesmos Soldados, a ellas se deveo o não ser rendida aquella Fortaleza.